# Atif Aslam
Atif Aslam (ur. 12 marca 1983 w Wazirabadzie) – pakistański piosenkarz pop.
Ukończył szkołę w Lahaur i Rawalpindi. Wydał trzy albumy: Jal Pari (lipiec 2004), Doorie (grudzień 2006), Meri Kahani (styczeń 2008). Występował również jako wokalista zespołu Jal. Zagrał w filmie Bol (2011).
Od marca 2013 jest żonaty z Sarą Bharwaną, z którą ma troje dzieci: dwóch synów – Ahada i Aryaana oraz córkę Halimę. 

## Piosenki
- Woh Lamhe – z filmu Zeher
- Bakhuda Tumhi Ho - z filmu Kismat Konnection w duecie z Alką Yagnik
- Pehli Nazar Mein – z filmu Wyścig
- Tere Bin – z filmu Bas Ek Pal
- Hum Kis Gali Ja rahe hain
- Aadat – z filmu Kalyug
- Mahi ve
- Doorie
- Kuch Is Tarah z albumu Jal Pari
- Meri Kahani
- Ehsaas
- Mahiya ve soniya
- Yakeen

Jego piosenki Aadat i Ehsaas zostały wykorzystane w hollywoodzkim filmie Man Push Cart, który miał swoją premierę na Międzynarodowym Festiwalu Filmowym w Wenecji w 2005 roku.